# Pipe Bueno
Andrés Felipe Giraldo Bueno (Cali, 7 de febrero de 1992), más conocido como Pipe Bueno, es un cantautor colombiano, sus géneros musicales son principalmente la música popular y la ranchera. Sin embargo en los últimos años ha hecho colaboraciones de  reguetón junto a artistas como Maluma, Wisin, J Álvarez y Zion.

## Carrera musical

### Inicios
Pipe Bueno inició su carrera artística tan solo a los 16 años, lo que le permitió conocer a grandes cantantes vallenatos como en una fiesta; ambos lo escucharon y decidieron brindarle apoyo en su carrera.
Después de esto Pipe lanzó su álbum debut homónimo donde fusionaba géneros como el vallenato y popular. El álbum, grabado en Medellín en el 2008, fue producido por Iván Calderón.
Empezó a perfilarse a nivel internacional con gran acogida del público latinoamericano en sus conciertos debido a su talento y su estilo.

### Consolidación musical
Su éxito Recostada en la Cama (Versión con letra alternativa de un tema original de Grupo Trinidad, con voz de Leo Mattioli, grabado en 1999 con el nombre de "Se cansó de esperar") fue lo que lo llevó al estrellato musical en Colombia y a ser conocido en todo el país como en diferentes países. Fue nominado y recibió varios premios en su país.
Su siguiente éxito fue No Voy a Morir con el que estuvo fuerte en las listas de su país, con 20 millones de visitas en Youtube. Fue durante varios años la canción popular más visitada de toda Colombia. 
Para el año 2009 recibe nominaciones a los Premios Nuestra Tierra siendo el artista de la noche y ganó cinco premios.
Ese mismo año es nominado por primera vez a los Premios Grammy Latinos en la categoría de "Mejor Álbum de Música Grupera" por su álbum Pipe Bueno pero no pudo asistir ya que le negaron la visa hacia los Estados Unidos por problemas legales con su padre.
En el 2011 recibe la invitación de los reggaetoneros puertorriqueños Jowell & Randy para el remix de la canción Mi Dama Colombia un homenaje a las mujeres colombianas en el que participa también con J Balvin  y Pipe Calderón.
Desde ahí ha tenido éxitos en todo el país como Te Parece Poco, A Primera Vista, Mala, Esta Vez te Dejo y Este Amor no Murió.
Para mediados del 2013 cuando concursaba en La Pista lanzó su canción Al Son que me Toquen Bailo junto a Jhonny Rivera que fue un éxito nacional. 
En agosto hizo su primer álbum musical en DVD en Bogotá en el cierre del Festival De Verano de la ciudad capitalina. Tuvo como invitados a Américo de Chile colaborando en la canción Recostada en la Cama, el acordeón de Juancho de la Espriella, Jorge Celedón, Paola Jara y Jhonny Rivera.
Para el 2014 cuando era asesor de Maluma en La Voz Kids lanza La Invitación, una canción de los dos en el género urbano, la primera de Pipe en reguetón acompañado de uno de los grandes de Colombia como lo es Maluma. En pocos días recibe millones de visitas, y ya alcanza los 100 millones de vistas en YouTube, extendiendo así su recorrido internacional. Fue invitado a grabar a versión popular de Devuélveme la Vida de Pasabordo.
Para comienzos del 2015 vuelve a su género popular con la canción Te Hubieras Ido Antes. Para febrero de 2015, este tema se coloca en la primera posición del ranking Top Latin Songs - Popular Colombia de Monitor Latino por cuarta semana consecutiva. Colaboraría en el remix de la canción Corazón Acelerado con uno de los máximos exponentes del género urbano Wisin, además de la versión popular de Le Hace Falta Un Beso con Alejandro González, haría el vídeo remix de Quiero Olvidar junto al reguetonero J Álvarez.
En 2017 presenta un tema a dúo con Jhon Álex Castaño titulado Ingrata con el mejor estilo popular posicionándose en los primeros lugares.

## Discografía

### Álbumes de estudio=)
- 2008 - Pipe Bueno
- 2011 - Infinito
- 2017 - Solo Éxitos

### Sencillos
- 2015 - «Mulata»
- 2016 - «Dueño de ti»
- 2016 - «El Tin»
- 2016 - «El Tin (de mi selección)»
- 2017 - «Poniéndola duro»
- 2017 - «Masoquista»
- 2018 - «Confesión»
- 2019 - «Sin ropa eres mía»
- 2019 - «Cupido falló»

### Bandas sonoras
- 2022 - Siempre fui yo (banda sonora)
- 2024 - Siempre fui yo 2 (banda sonora)

## Colaboraciones
- Hola Linda "remix" (feat. Dragon & Caballero)
- Mi Dama Colombia "remix" (feat. Jowell & Randy, J Balvin & Pipe Calderón)[6]
- Un Poquito de Cariño (feat. Alfredo Gutiérrez)
- Cómo Te Olvido (feat. Pipe Calderón)
- Fuerte (feat. Fanny Lu)
- Adiós (feat. Paola Jara)
- Al Son Que me Toquen Bailo (feat. Jhonny Rivera)
- Devuélveme La Vida "remix" (feat. Pasabordo)
- La Invitación (feat. Maluma)
- Le Hace Falta Un Beso (feat. Alejandro González)
- Corazón Acelerado (feat. Wisin)
- Emocionante (feat. Kenai)
- Quiero Olvidar "remix" (feat. J Álvarez)
- Aguardiente (feat. Pasabordo)
- Ingrata (feat. Jhon Álex Castaño)
- Limbo (feat. Dálmata)
- Tu fama te hará llorar (feat. Juan Pablo Navarrete)
- Pa' todo el año (feat. Marbelle)
- Se te nota (feat. Jessi Uribe)

## Apariciones en Televisión
| Año       | Programa                  | Personaje                         | Canal              |
| --------- | ------------------------- | --------------------------------- | ------------------ |
| 2013      | La pista                  | Líder de Nueva Juventud - Ganador | Caracol Televisión |
| 2013      | Ciudadanos del mundo      | Invitado de Honor                 | Caracol Televisión |
| 2014      | Colombia's Next Top Model | Invitado de la semana             | Caracol Televisión |
| 2014      | La Voz Kids               | Asesor                            | Caracol Televisión |
| 2015      | La Voz Kids 2             | Asesor                            | Caracol Televisión |
| 2017      | Yo Me Llamo 5 (Colombia)  | Jurado                            | Caracol Televisión |
| 2018      | Yo Me Llamo 6 (Colombia)  | Jurado                            | Caracol Televisión |
| 2021      | Enfermeras                | El mismo                          | Canal RCN          |
| 2022      | Te la dedico              | Wilson Barrera (Protagonista)     | Canal RCN          |
| 2022      | Primate                   | Luciano                           | Prime Video        |
| 2022-2024 | Siempre fui yo            | Noah Cortés                       | Disney+            |
| 2023      | Yo me llamo 9 (Colombia)  | Jurado                            | Caracol Televisión |

## Premios y nominaciones

### Premios Grammy Latinos
| Año  | Trabajo nominado   | Categoría                     | Resultado |
| ---- | ------------------ | ----------------------------- | --------- |
| 2009 | Pipe Bueno (álbum) | Mejor álbum de música Grupera | Nominado  |

### Premios Juventud
| Año  | Trabajo nominado | Categoría                      | Resultado |
| ---- | ---------------- | ------------------------------ | --------- |
| 2016 | Pipe Bueno       | Producers Choice Award         | Nominado  |
| 2019 | Pipe Bueno       | El Agave de la Música Regional | Nominado  |

### Premios Nuestra Tierra
| Año  | Trabajo nominado                                       | Categoría                    | Resultado |
| ---- | ------------------------------------------------------ | ---------------------------- | --------- |
| 2009 | Pipe Bueno                                             | Mejor Nuevo Artista          | Ganador   |
| 2009 | Recostada en la Cama                                   | Mejor Interpretación Popular | Ganador   |
| 2009 | No Voy a Morir                                         | Mejor Interpretación Popular | Nominado  |
| 2009 | Pipe Bueno                                             | Mejor Artista Popular        | Ganador   |
| 2009 | No Voy A Morir                                         | Mejor Canción del Público    | Ganador   |
| 2009 | Pipe Bueno                                             | Mejor Artista del Público    | Ganador   |
| 2009 | www.pipebueno.com                                      | Mejor Página Web             | Nominado  |
| 2010 | Pipe Bueno                                             | Mejor Artista del Año        | Nominado  |
| 2010 | Te Parece Poco                                         | Mejor Interpretación Popular | Ganador   |
| 2010 | Si Yo Fuera Ladrón                                     | Mejor Interpretación Popular | Nominado  |
| 2010 | Pipe Bueno                                             | Mejor Artista Popular        | Ganador   |
| 2010 | Si Yo Fuera Ladrón                                     | Mejor Canción del Público    | Nominado  |
| 2010 | Pipe Bueno                                             | Mejor Artista del Público    | Nominado  |
| 2011 | Me Enamore                                             | Mejor Interpretación Popular | Ganador   |
| 2011 | Pipe Bueno                                             | Mejor Artista Popular        | Nominado  |
| 2011 | Pipe Bueno                                             | Mejor Artista del Público    | Nominado  |
| 2012 | A Primera Vista                                        | Mejor Interpretación Popular | Ganador   |
| 2013 | Esta Vez Te Dejo                                       | Mejor Interpretación Popular | Ganador   |
| 2013 | Pipe Bueno                                             | Mejor Artista Popular        | Ganador   |
| 2014 | Al Son Que Me Toquen Bailo (feat. Jhonny Rivera)       | Mejor Interpretación Popular | Ganador   |
| 2014 | Pipe Bueno                                             | Mejor Artista Popular        | Ganador   |
| 2020 | Cupido Fallo                                           | Mejor Interpretación Popular | Nominado  |
| 2021 | Se Te Nota (Ft. Jessi Uribe)                           | Mejor Interpretación Popular | Nominado  |
| 2021 | Se Te Nota (Ft. Jessi Uribe)                           | Canción Favorita del Público | Nominado  |
| 2022 | Guaro (remix)                                          | Canción del Año              | Nominado  |
| 2022 | Guaro (remix)                                          | Mejor Interpretación Popular | Nominado  |
| 2022 | Guaro (remix)                                          | Canción Favorita del Público | Nominado  |
| 2022 | Pipe Bueno                                             | Mejor Artista Popular        | Nominado  |
| 2024 | Una Noche (feat. Nico Hernández)                       | Mejor Interpretación Popular | Nominado  |
| 2024 | El Malo (Remix) (feat. Nico Hernández y Jessi Uribe)   | Mejor Interpretación Popular | Nominado  |
| 2024 | La Cantina (Remix) (feat. Hernán Gómez y Luis Alfonso) | Mejor Interpretación Popular | Ganador   |
| 2024 | Pipe Bueno                                             | Mejor Artista Popular        | Nominado  |